# Capital simbòlic
En sociologia i antropologia, el terme capital simbòlic pot ser descrit com el conjunt de recursos disponibles a un individu basant-se en l'honor, el prestigi o el reconeixement, i serveix d'indicador del valor que posseeix en el context d'una cultura. El capital simbòlic té un poder determinant en la manera en la qual un individu, un grup o una institució exerceixen en la representació de la realitat per la resta de la societat, i una estratègia de dominació simbòlica. Un heroi de guerra, per exemple, posseeix un capital simbòlic que li pot valer per aconseguir un càrrec polític. Els orígens del terme es troben a les teories sobre l'estatus de Max Weber i al concepte de consum ostentós de Thorstein Veblen i Marcel Mauss, si bé no apareix explícitament fins a l'obra de Pierre Bourdieu.
Alguns teòrics han argumentat que el capital simbòlic s'acumula principalment mitjançant l'establiment d'obligacions en societat que posseeixen potencial per al prestigi. De la mateixa manera que el capital financer, el capital simbòlic és "racional" en tant que es pot convertir lliurement en avantatge anivellador dins d'una esfera social o política. I si més no, a diferència del seu equivalent financer, el capital simbòlic no està privat de límits i el seu valor pot ser limitat o augmentat per aquell context històric en el qual s'ha acumulat. El capital simbòlic s'ha d'identificar així doncs amb el marc històric i cultural en el qual s'ha originat per tal d'explicar de manera íntegra la seva influència en més d'una cultura.
Els objectes, com a representacions abstractes dels seus entorns, poden posseir de la mateixa manera capital simbòlic. Aquest capital pot tenir a veure amb l'espai urbà i ciutadà com a representació simbòlica del valor cultural d'un país. Per exemple, els monuments solen tenir utilitat i valor simbòlic. Es converteixen en objectes icònics pel seu valor simbòlic. Aquesta relació de reciprocitat proveeix aquest monument de significat cultural o respecte al seu entorn, entregant alhora el seu entorn una aura de prestigi.

## En l'obra de Bourdieu
Pierre Bourdieu defineix el capital simbòlic amb els següents mots: El capital simbòlic és el conjunt de recursos actuals o potencials que estan lligats a la posició en una xarxa duradora de relacions més o menys institucionalitzades d'interconeixements i interreconeixements.
L'autor francès interpreta el capital simbòlic (prestigi, honor, atenció, etc.) com una font crucial de poder. El capital simbòlic és, en la seva teoria, qualsevol manifestació de capital que "no és percebut com a tal" (en termes de Loïc Wacquant) sinó que és percebut a través d'esquemes classificatoris inculcats socialment. Quan algú que posseeix capital simbòlic exerceix el poder que aquest li atorga contra un altre que en té menys, buscant d'alterar el curs de les seves accions, exerceix violència simbòlica. Una situació exemplar podria ser una filla que porta a casa seva una parella que els parents no consideren adequada. Els gestos i mirades de desaprovació són símbols amb la funció de fer evident el missatge que a ella no se li permetrà continuar aquesta relació, i que al mateix temps mai fan que aquest efecte coercitiu sigui explícit. En comunitat els usos del poder simbòlic i els seus sistemes de significat (la cultura) semblen legítims. En aquest cas, per exemple, la filla creurà que és un deure obeir allò que els seus pares li demanen de forma tàcita.
La violència simbòlica és fonamentalment la imposició de categories de pensament i percepció en agents socials determinats que després prenen aquest ordre social com a just. Es tracta de la incorporació d'estructures inconscient que tendeixen a perpetuar les estructures d'acció dels dominants. Els dominats creuen aleshores que la seva postura és la correcta. La violència simbòlica és en alguns sentits més efectiva que la violència física, ja que es troba en els si dels propis modes d'acció i cognició dels individus, i els imposa l'espectre de la legitimitat de l'ordre social en contra d'ells.